# Leonhard Jennewein

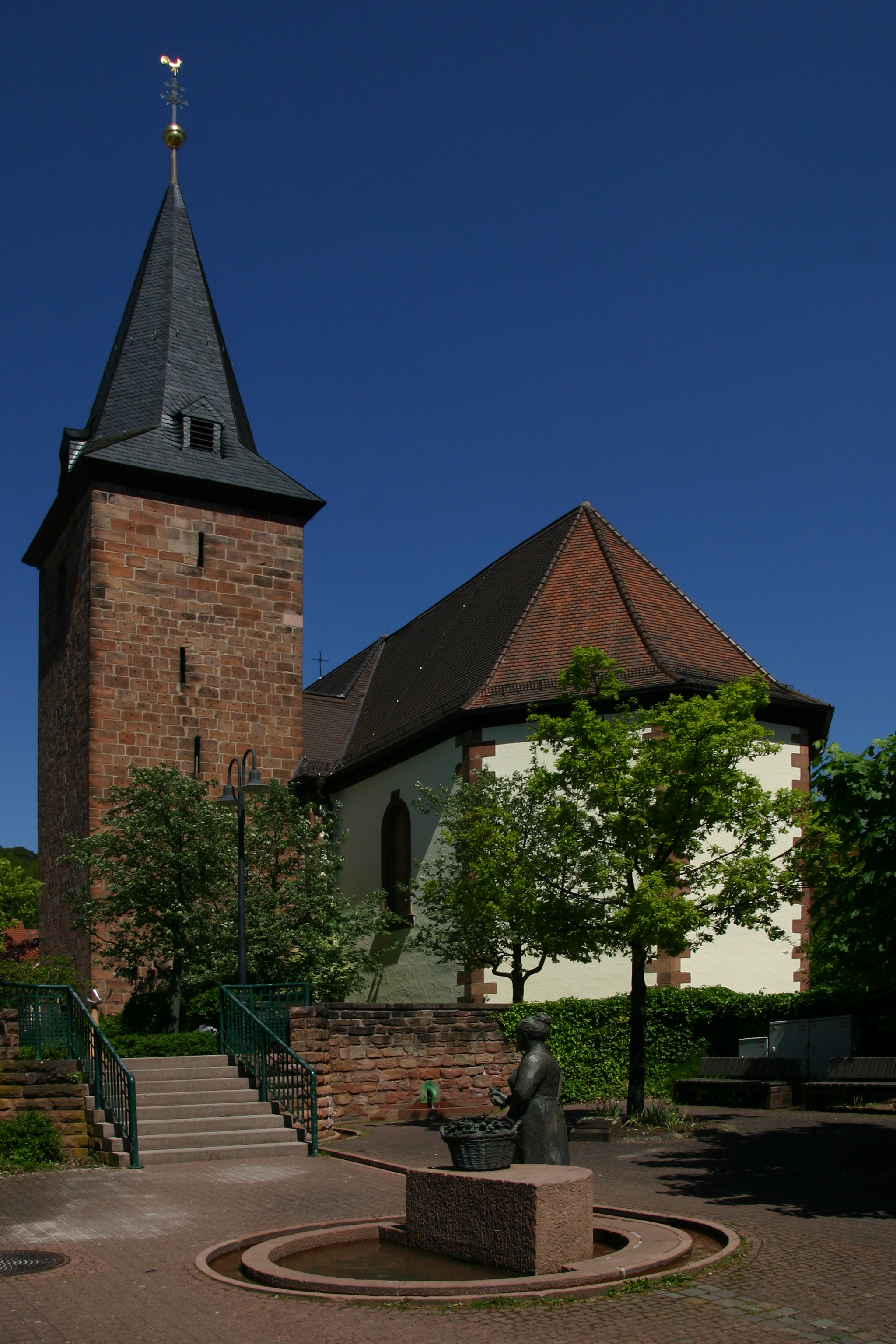
Marienkirche in Rodalben, 1732–1735

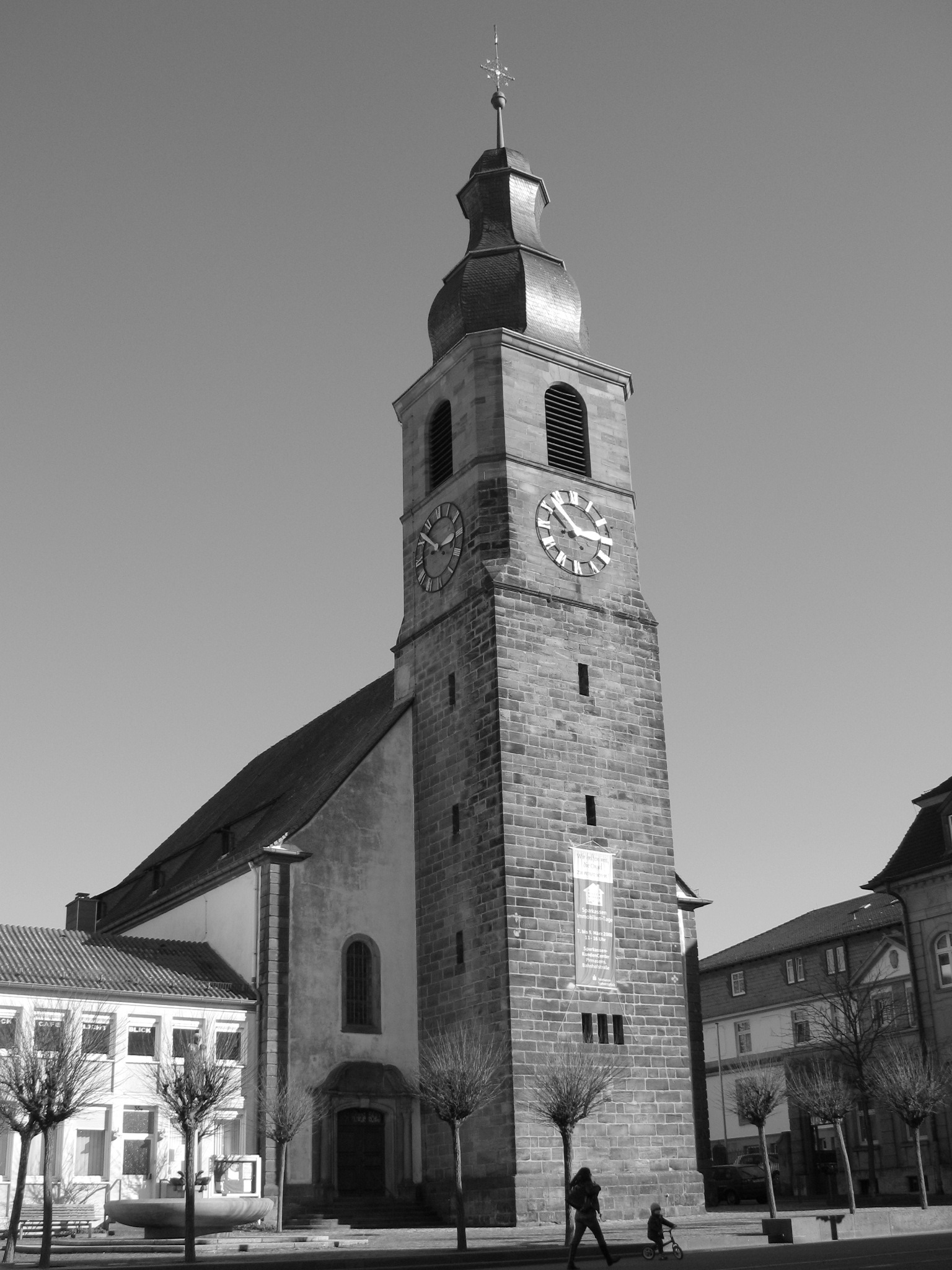
Reformierte Pfarrkirche (Johanneskirche) in Pirmasens, 1750–1758

Leonhard Jennewein (getauft 4. November 1682 in St. Leonhard im Pitztal; † 2. Februar 1754) war ein deutscher Baumeister.

## Leben
Jennewein wurde 1682 in der Tiroler Gemeinde St. Leonhard als Sohn des Nikolaus Jennewein und der Maria Erhard aus Außerlehn im Pitztal geboren. Er kam als jugendlicher Saisonarbeiter in die Pfalz, wo sich damals zahlreiche Tiroler Bauhandwerker verdingten. Vermutlich folgte er hier seinem Onkel Georg Erhard, der bereits 1684 beim Bau des Amtshauses in Thaleischweiler nachweisbar ist und sich spätestens 1695 als Maurer dauerhaft in Fehrbach niederließ. Leonhard Jennewein heiratete 1704 in Rodalben Anna Eva Augustin, die Tochter eines französischen Immigranten, und wurde damit ebenfalls in der Westpfalz sesshaft. Nach deren frühen Tod heiratete er 1706, gleichfalls in Rodalben, Maria Katharina Raquet, eine Verwandte seiner ersten Frau.
Erste Arbeiten Jenneweins sind 1711 und 1713 an der lutherischen Kirche in Pirmasens nachgewiesen. Er zog im Laufe der Jahre zunehmend Arbeiter und Bauhandwerker aus seiner Tiroler Heimat an sich und wurde zum wichtigsten Bauunternehmer der Region. 1720 wurde er mit dem Bau des Pirmasenser Jagdschlosses betraut. 1732 bis 1735 errichtete er die katholische Kirche Mariae Geburt in Rodalben. 1741 nahm er einen Umbau des Jagdschlosses in Pirmasens vor. Weitere herrschaftliche Aufträge erhielt er nach der im gleichen Jahr erfolgten Einrichtung der Garnison durch Landgraf Ludwig IX. Ausgeführt wurden sie teilweise in Gemeinschaft mit seinem Bruder Peter Jennewein und seinem Schwiegersohn Philipp Schiffer. Sein letztes größeres Werk war die reformierte Pfarrkirche in Pirmasens (ab 1750), deren Fertigstellung er allerdings nicht mehr erlebte.